# Spooner (película)
Spooner es una película de comedia y drama de 2009, dirigida por Drake Doremus, que a su vez la escribió junto a Jonathan Schwartz y Lindsay Stidham, musicalizada por Bobby Johnston, en la fotografía estuvo John Guleserian y los protagonistas son Matthew Lillard, Nora Zehetner y Shea Whigham, entre otros. El filme fue realizado por Super Crispy Entertainment, se estrenó el 18 de enero de 2009.

## Sinopsis
Al lidiar con el desalojo de la vivienda de sus progenitores en su cumpleaños número 30, un joven con poca habilidad para la interacción social, conoce a la chica ideal e inventa sus reglas personales para prosperar.